# Coeficientes aerodinâmicos
Os coeficientes aerodinâmicos são números adimensionais que são utilizados para o estudo aeronáutico ou aerodinâmico das forças e momentos que sofre um corpo qualquer em movimento no seio do ar. Alguns dos coeficientes mais conhecidos são o coeficiente de sustentação {\displaystyle C_{L}}, o coeficiente de resistência {\displaystyle C_{D}} e o coeficiente de penetração {\displaystyle C_{X}}.
A adimensionalização das grandezas é realizada com o fim de aproveitar as simplificações que a análise dimensional aporta ao estudo experimental e teórico dos fenômenos físicos. Para adimensionalizar forças se emprega a grandeza {\displaystyle {\frac {1}{2}}\rho V^{2}S_{ref}}, e para adimensionalizar momentos {\displaystyle {\frac {1}{2}}\rho V^{2}S_{ref}l_{ref}}, onde:
- {\displaystyle \rho } é a densidade do fluido em que se move o corpo,
- {\displaystyle V} é a velocidade relativa da corrente de ar incidente sem perturbar.
- {\displaystyle S_{ref}} é uma superfície de referência, a qual depende do corpo em particular. Por exemplo, para um corpo amolado pode-se empregar-se a superfície frontal do mesmo,
- {\displaystyle l_{ref}} é um comprimento de referência, o qual também depende do corpo. Por exemplo, para um asa pode-se empregar a corda média aerodinâmica {\displaystyle c} ou a envergadura alar {\displaystyle b}.

As fórmulas resultantes para os diferentes coeficientes às vezes são abreviadas utilizando a grandeza {\displaystyle q={\frac {1}{2}}\rho V^{2}}, a qual recebe o nome de pressão dinâmica.
A força e momento resultantes da interação entre o corpo e o fluido são grandezas vetoriais, do que resulta mais simples estudar seus componentes segundo os eixos de algum triedro de referência adequado. Os coeficientes aerodinâmicos habitualmente se referem a tais componentes e adotam definições e nomes particulares segundo os quais seja a escolha de tal triedro. O mais habitual é o denominado eixo vento.

## Coeficientes de forças
Se  decompomos a força resultante em sustentação {\displaystyle {L}}, resistência aerodinâmica {\displaystyle {D}} e força lateral {\displaystyle {Y}} (que é a força segundo a direção perpendicular ao plano de simetria da aeronave), os coeficientes de forças correspondentes são:
- Coeficiente de sustentação {\displaystyle {C_{L}}={\frac {L}{{\frac {1}{2}}\rho V^{2}S}}}
- Coeficiente de resistência {\displaystyle {C_{D}}={\frac {D}{{\frac {1}{2}}\rho V^{2}S}}}
- Coeficiente de força lateral {\displaystyle {C_{Y}}={\frac {Y}{{\frac {1}{2}}\rho V^{2}S}}}

Em geral, a componente da força segundo um eixo {\displaystyle x} qualquer do triedro de referência, deve ser notado por {\displaystyle X}, e o coeficiente de força correspondente é {\displaystyle {C_{X}}={\frac {X}{{\frac {1}{2}}\rho V^{2}S}}}. A força {\displaystyle N} segundo uma direção {\displaystyle n} seria tratada analogamente para obter-se seu coeficiente {\displaystyle C_{N}}
Para um avião se emprega como superfície de referência a superfície alar em planta do mesmo {\displaystyle S}.

## Coeficientes de momentos
Se denominamos por {\displaystyle L},{\displaystyle M} e {\displaystyle N} os momentos de rolamento ou giro, inclinação ou arfagem e guinada que o ar exerce sobre a aeronave, seus respectivos coeficientes de momentos são:
- Coeficiente de momento de rolamento ou giro: {\displaystyle {C_{L}}={\frac {L}{{\frac {1}{2}}\rho V^{2}Sb}}}
- Coeficiente de momento de picado o de inclinação ou arfagem: {\displaystyle {C_{M}}={\frac {M}{{\frac {1}{2}}\rho V^{2}Sc}}}
- Coeficiente de momento de guinada: {\displaystyle {C_{N}}={\frac {N}{{\frac {1}{2}}\rho V^{2}Sb}}}

No caso de aviões, {\displaystyle c} é a corda média aerodinâmica da asa, e {\displaystyle b} é a envergadura alar.

## Coeficientes bidimensionais
Nos estudos bidimensionais de perfis aerodinâmicos se pode trabalhar com as ações do ar (forças e momentos) por unidade de comprimento de envergadura, pelo que a adimensionalização correspondente se transforma: se {\displaystyle l}, {\displaystyle d} e {\displaystyle m} são as correspondentes sustentação, resistência e momento de inclinação por unidade de comprimento que são exercidos sobre um perfil aerodinâmico, os respectivos coeficientes são {\displaystyle C_{l}={\frac {l}{{\frac {1}{2}}\rho V^{2}c}}}, {\displaystyle C_{d}={\frac {d}{{\frac {1}{2}}\rho V^{2}c}}} e  {\displaystyle {C_{m}}={\frac {m}{{\frac {1}{2}}\rho V^{2}c^{2}}}}, onde {\displaystyle c} é simplesmente a corda do perfil.

## Obtenção dos coeficientes aerodinâmicos
A obtenção pode ser conseguida mediante duas vias fundamentais: a experimental e a teórica. Para a medição experimental se empregam túneis de vento e maquetes em escala, aproveitando as técnicas da análise dimensional; ou ainda se mede diretamente em voo (o qual não é possível durante a fase de desenho). A via teórica se baseia na aplicação da dinâmica de fluidos computacional (também conhecida como CFD, do inglês Computacional Fluid Dynamics), que trata de resolver as equações da mecânica de fluidos aplicadas ao corpo de estudo mediante análise numérica com a ajuda de computadores.

## Coeficientes aerodinâmicos em automobilística
Na automobilística também se utilizam estes coeficientes para o estudo aerodinâmico; entretanto, pode utilizar-se uma notação diferente da utilizada em aeronáutica, utilizando como sub-índices os eixos de referência do veículo (X na direção longitudinal, Y na direção transversal e Z na direção vertical).
- O coeficiente de resistência aerodinâmica pode ser simbolizado como {\displaystyle C_{X}}, em vez de {\displaystyle C_{D}}. Habitualmente se utiliza como superfície de referência a área frontal do veículo.
- O coeficiente de empuxe lateral aerodinâmico pode ser simbolizado como {\displaystyle C_{Y}}, identicamente à aeronáutica. Habitualmente se utiliza como superfície de referencia a área lateral do veículo.
- O coeficiente de sustentação pode ser simbolizado como {\displaystyle C_{Z}}, em vez de {\displaystyle C_{L}}. Não obstante, também se utiliza seu oposto, o coeficiente de anti-sustentação, que relaciona a força de anti-sustentação (componente em sentido descendente da força aerodinâmica) e o produto da pressão dinâmica do ar pela área característica. Habitualmente se utiliza como superfície de referência a área frontal do veículo, ainda que às vezes também se utiliza a área da projeção em planta.

Assim mesmo, para os coeficientes de momentos pode-se utilizar a distância entre eixos do veículo como comprimento de referência.

## Outros termos
Se denomina finesse à relação entre o coeficiente de sustentação e o coeficiente de resistência aerodinâmica (CL/CD ou CZ/CX).